# Pont de Maisons-Alfort
Le pont de Maisons-Alfort est un pont français qui permet le passage de la route départementale 148 au-dessus de la Marne. Il relie, côté ouest, l'avenue de la République à Maisons-Alfort, à d'autre part l'avenue Pierre-Mendès-France à Joinville-le-Pont.

## Description

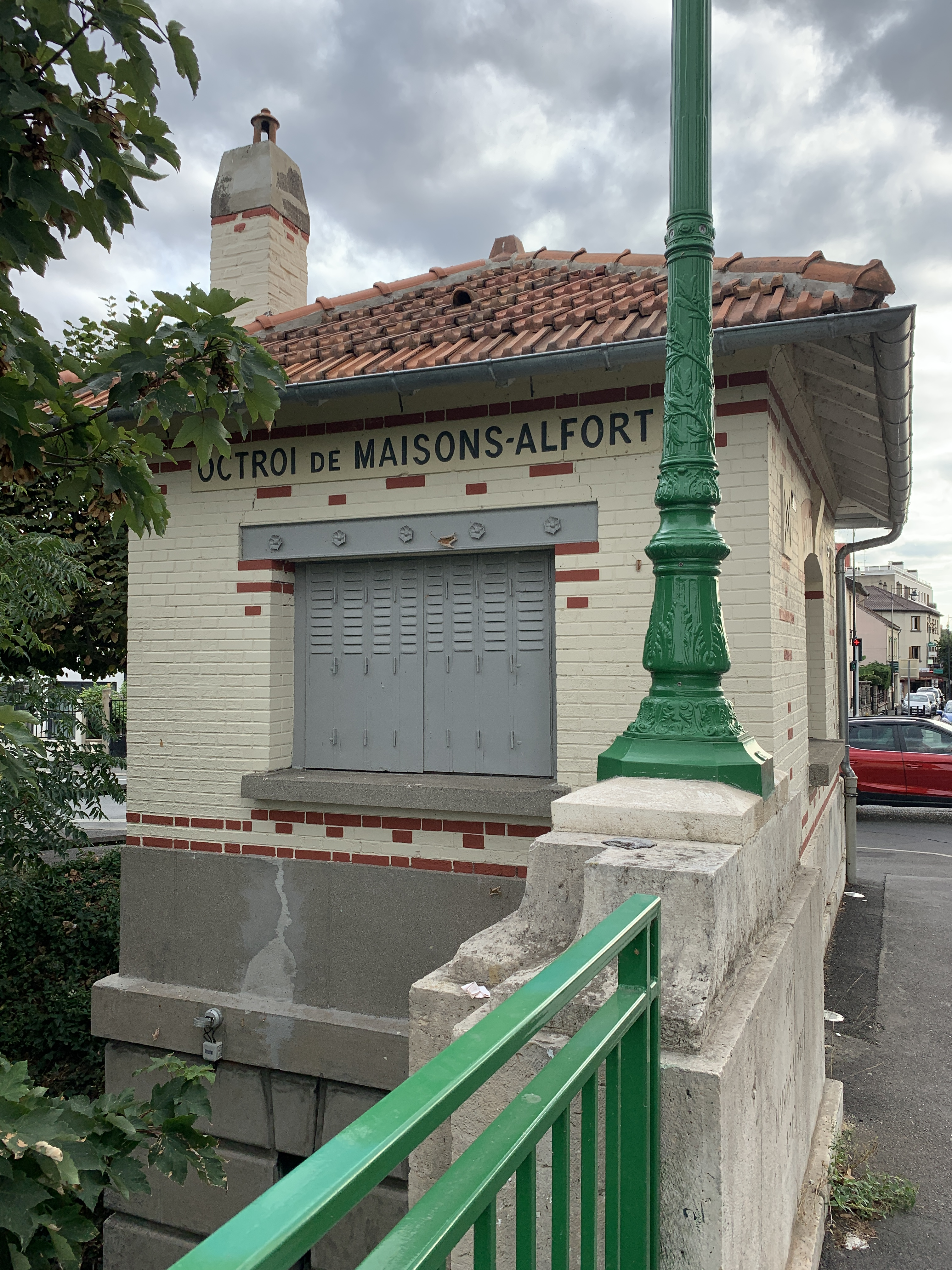
L'octroi de Maisons-Alfort en 2020.

C'est un pont en arc avec tablier supérieur, réalisé en acier.
Sa structure repose sur un pilier central unique, décoré d'un écusson "RF", initiales de la République Française.
La maison de l'octroi, à l'angle de l'avenue de Verdun, a été restaurée en 2020,.

## Historique
Ce pont a été construit en 1912.

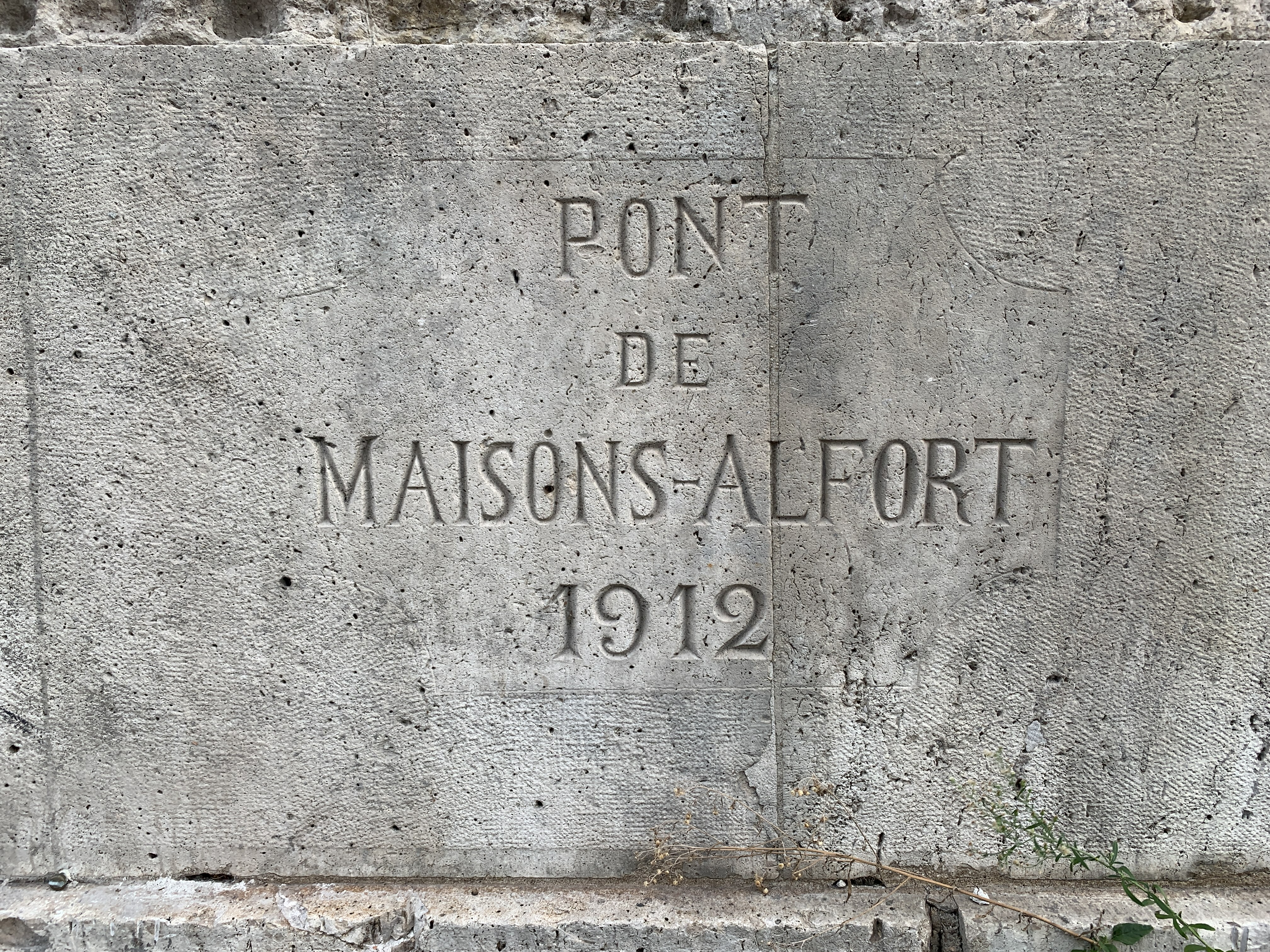
Le pont de Maisons-Alfort, 1912.

De 2017 à 2018, il bénéficie d'une restauration visant à lutter contre la corrosion et rénover l’étanchéité.

## Bibliographie

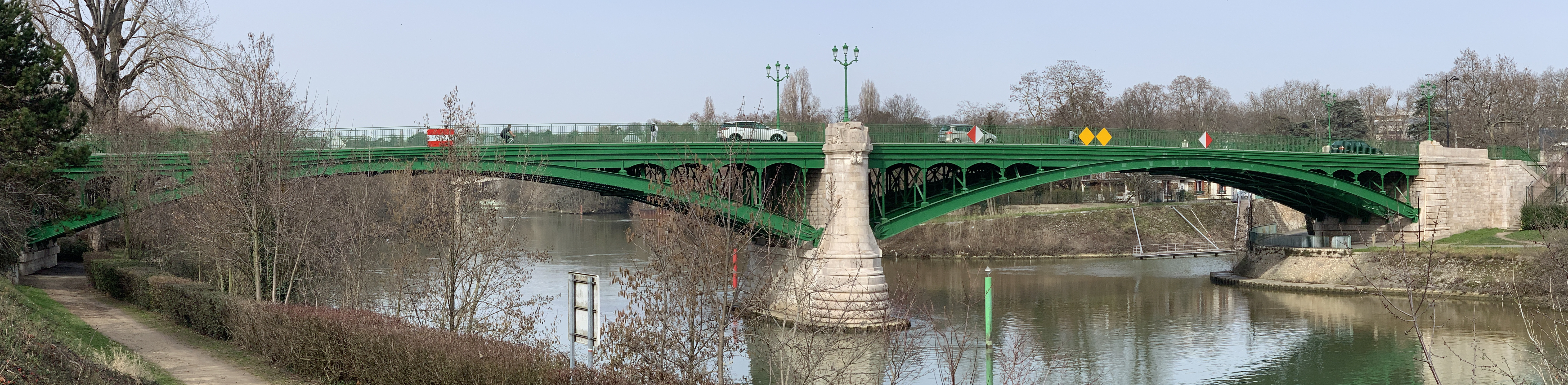
Vue panoramique